# Santa Cruz Tilapa
Santa Cruz Tilapa är en ort i Mexiko.   Den ligger i kommunen Santiago Juxtlahuaca och delstaten Oaxaca, i den sydöstra delen av landet, 280 km söder om huvudstaden Mexico City. Santa Cruz Tilapa ligger 1 379 meter över havet och antalet invånare är 357.
Terrängen runt Santa Cruz Tilapa är kuperad åt sydväst, men åt nordost är den bergig. Runt Santa Cruz Tilapa är det ganska glesbefolkat, med 32 invånare per kvadratkilometer. Närmaste större samhälle är Putla Villa de Guerrero, 17,4 km söder om Santa Cruz Tilapa. I omgivningarna runt Santa Cruz Tilapa växer i huvudsak städsegrön lövskog.